# Lev Jasin-díj
A Lev Jasin-díjat a France Football francia labdarúgó-szaklap alapította és adja át 2019 óta. A díjat az Európában játszó, az adott évben a legjobb teljesítményt nyújtó kapus veheti át a korábbi neves labdarúgókból összeállított zsűri szavazata alapján. A France Football előzetesen egy tíz nevet tartalmazó listát tesz közzé, amelyet az európai sportújságírók állítanak össze.
A díj névadója a szovjet Lev Ivanovics Jasin, aki máig az egyetlen olyan labdarúgó, aki kapusként nyerte meg az Aranylabdát. A díjátadóra rendszerint az Aranylabda-gálán kerül sor, az első díjazott a brazil Alisson volt. 2020-ban a koronavírus-járvány miatt nem került átadásra.

## Díjazottak
| Év   | Helyezés                                  | Játékos                                   | Klub                                      | Pont                                      |
| ---- | ----------------------------------------- | ----------------------------------------- | ----------------------------------------- | ----------------------------------------- |
| 2019 | 1.                                        | Alisson                                   | Liverpool                                 | 795                                       |
| 2019 | 2.                                        | Marc-André ter Stegen                     | Barcelona                                 | 284                                       |
| 2019 | 3.                                        | Ederson                                   | Manchester City                           | 142                                       |
|      |                                           |                                           |                                           |                                           |
| 2020 | A koronavírus-járvány miatt nem adták át. | A koronavírus-járvány miatt nem adták át. | A koronavírus-járvány miatt nem adták át. | A koronavírus-járvány miatt nem adták át. |
|      |                                           |                                           |                                           |                                           |
| 2021 | 1.                                        | Gianluigi Donnarumma                      | Paris Saint-Germain                       | 594                                       |
| 2021 | 2.                                        | Édouard Mendy                             | Chelsea                                   | 404                                       |
| 2021 | 3.                                        | Jan Oblak                                 | Atlético Madrid                           | 155                                       |
|      |                                           |                                           |                                           |                                           |
| 2022 | 1.                                        | Thibaut Courtois                          | Real Madrid                               | 456                                       |
| 2022 | 2.                                        | Alisson                                   | Liverpool                                 | 108                                       |
| 2022 | 3.                                        | Ederson                                   | Manchester City                           | 72                                        |
|      |                                           |                                           |                                           |                                           |
| 2023 | 1.                                        | Emiliano Martínez                         | Aston Villa                               | 290                                       |
| 2023 | 2.                                        | Ederson                                   | Manchester City                           | 197                                       |
| 2023 | 3.                                        | Jászín Búnú                               | Al-Hilal                                  | 154                                       |
| 2024 | 1.                                        | Emiliano Martínez                         | Aston Villa                               | 276                                       |
| 2024 | 2.                                        | Unai Simón                                | Athletic Bilbao                           | 213                                       |
| 2024 | 3.                                        | Andriy Lunin                              | Real Madrid                               | 112                                       |

### Összesítő táblázat
| Player                | Győztes év     | 2. hely  | 3. hely        |
| --------------------- | -------------- | -------- | -------------- |
| Emiliano Martínez     | 2 (2023, 2024) | –        | –              |
| Alisson Becker        | 1 (2019)       | 1 (2022) | –              |
| Gianluigi Donnarumma  | 1 (2021)       | –        | –              |
| Thibaut Courtois      | 1 (2022)       | –        | –              |
| Ederson               | –              | 1 (2023) | 2 (2019, 2022) |
| Marc-André ter Stegen | –              | 1 (2019) | –              |
| Édouard Mendy         | –              | 1 (2021) | –              |
| Unai Simón            | –              | 1 (2024) | –              |
| Jan Oblak             | –              | –        | 1 (2021)       |
| Jászín Búnú           | –              | –        | 1 (2023)       |
| Andriy Lunin          | –              | –        | 1 (2024)       |

### Győztesek országonként
| Ország      | Játékos | Győzelmek száma |
| ----------- | ------- | --------------- |
| Argentína   | 1       | 2               |
| Belgium     | 1       | 1               |
| Brazília    | 1       | 1               |
| Olaszország | 1       | 1               |

### Klubonkénti rangsor
| Klub                | Játékos | Győzelmek száma |
| ------------------- | ------- | --------------- |
| Aston Villa         | 1       | 2               |
| Liverpool           | 1       | 1               |
| Paris Saint-Germain | 1       | 1               |
| Real Madrid         | 1       | 1               |